# Ботанічний сад Балтійського федерального університету імені І. Канта

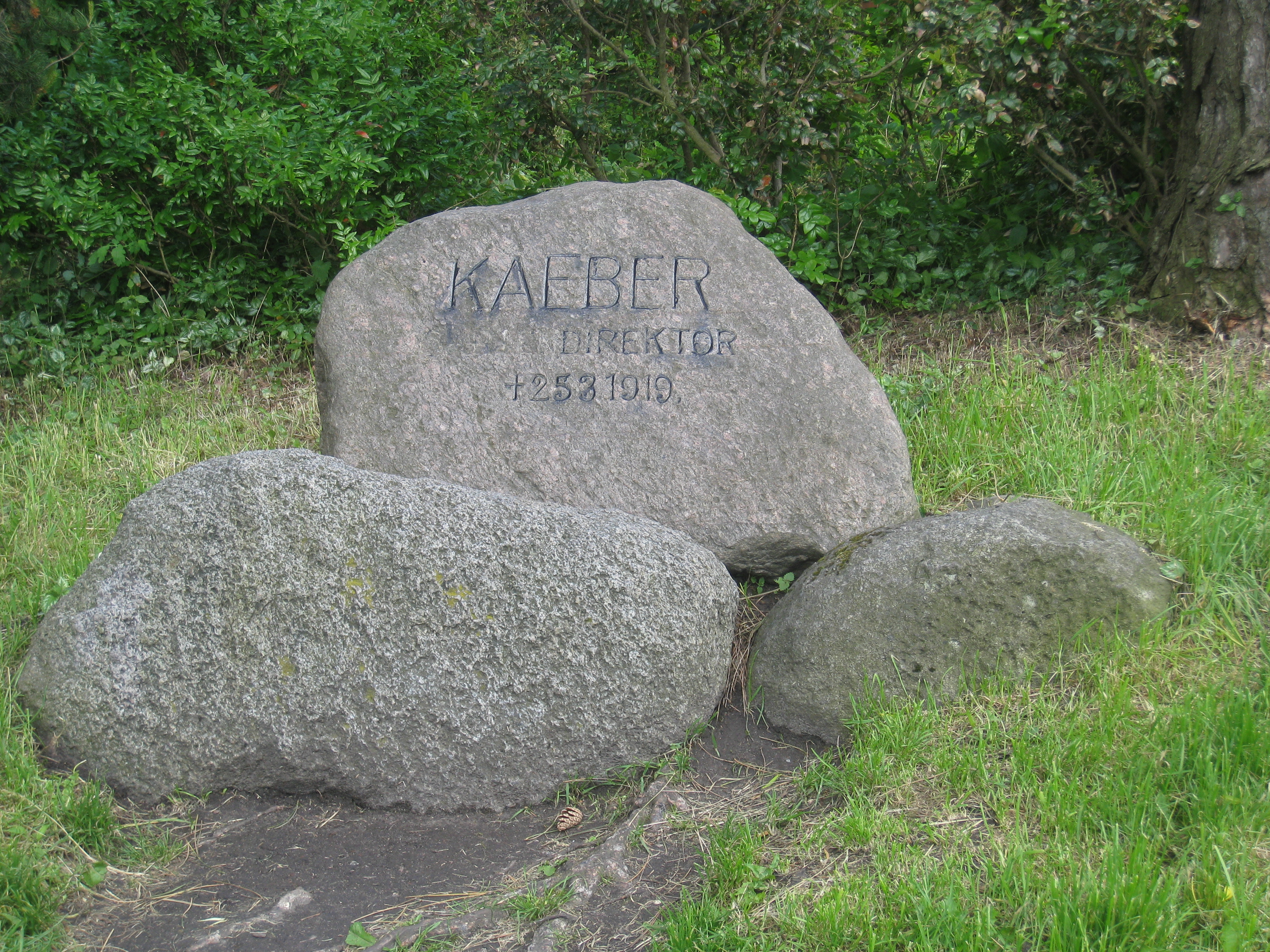
Камінь на честь Пауля Кебера

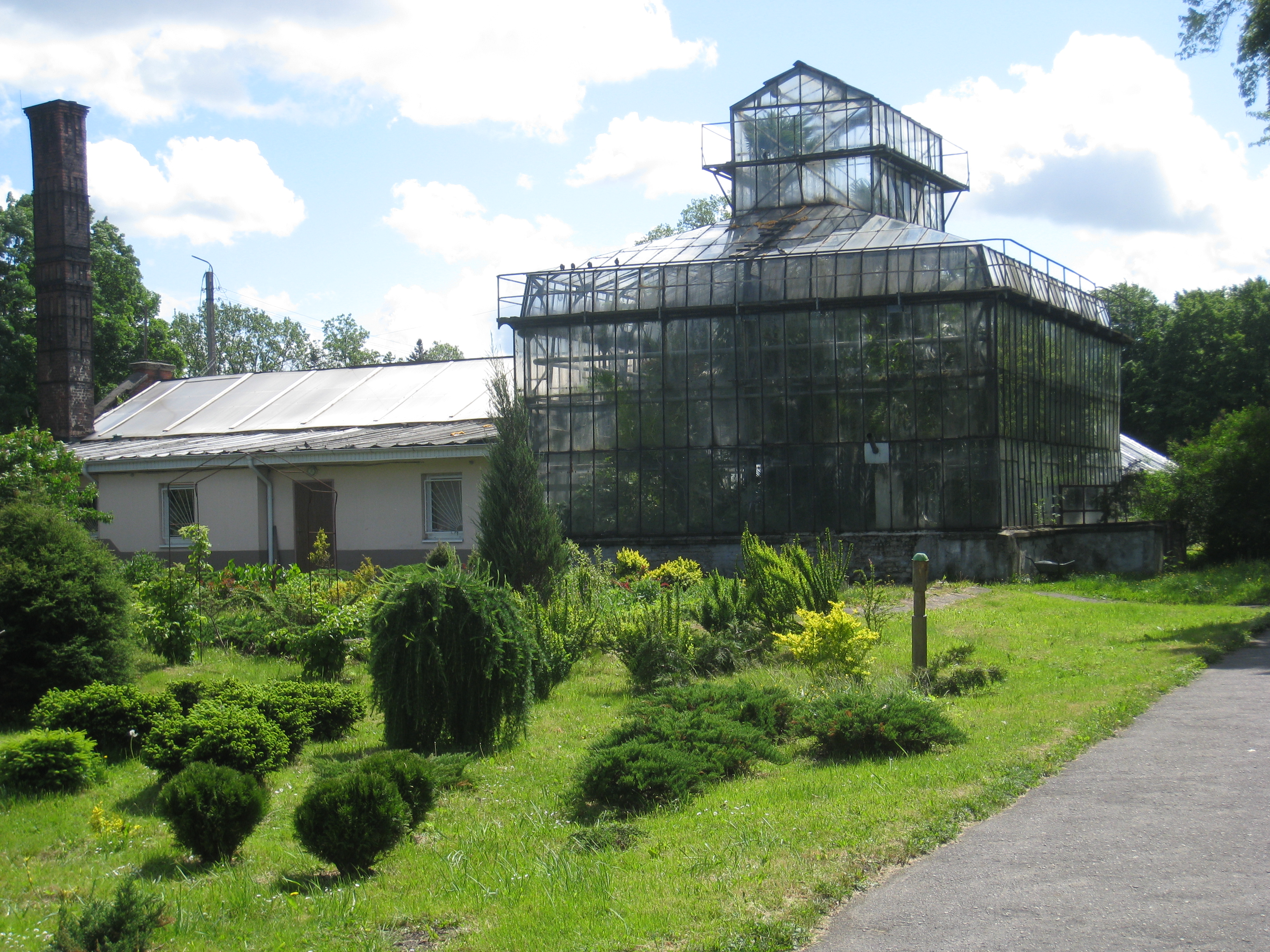
Оранжерея

Ботанічний сад Балтійського федерального університету імені І. Канта (рос. Ботанический сад Балтийского федерального университета имени Иммануила Канта) — ботанічний сад у Ленінградському районі Калінінграда. Розташований між вулицями Лісова, Молодіжна, Паркова алея і залізничною лінією Калінінград-Зеленоградськ. Вхід — з вулиці Лісової.
Сад займає площу 13,57 гектара, його колекція налічує понад 2500 рослин. На його території розташовуються оранжереї, парники, ставок, розплідник деревних рослин, колекційні ділянки трав'янистих і деревних рослин, підсобні приміщення. Міжнародний код ботанічного саду — KALI.

## Історія саду
Перший ботанічний сад Кенігсберга був створений в районі вулиці Вагнера 1796 року Г. Шеффнером. 1809 року король Фрідріх-Вільгельм III викупив цю ділянку і сад отримав офіційний статус університетського. Першим директором саду був Вільгельм фон Гумбольдт, старший брат вченого Александера фон Гумбольдта. Старий ботанічний сад займав площу 4 га, у ньому було близько 900 видів рослин. Після Другої світової війни ця невелика ділянка була передана станції юних натуралістів.
Нинішній ботанічний сад міста Калінінграда розташовується на території колишнього міського Кенігсберзького садівництва, заснованого в 1904 році Паулем Кебером (1869—1919), професором, завідувачем кафедри вищих рослин і систематики Кенігсберзького університету. Садівництво було засновано в одному з найкрасивіших районів міста Марауненхоф як база для практичних занять студентів. Садівництво забезпечувало школи міста рослинами для занять з ботаніки. Важливу роль садівництво відігравало в популяризації рослин, відвідувачі могли ознайомитися не тільки з дендрологічної колекцією, але і з колекцією овочевих, технічних, лікарських та квіткових культур. На території садівництва перебували теплиці та оранжерейний комплекс.
Кебер очолював ботанічний сад з дня його заснування по 1919 рік, пізніше тут була встановлена меморіальна плита.
Німецький фонд оранжерейних рослин міського Кенігсберзького садівництва, який налічував 1938 року близько 4000 найменувань, повністю загинув наприкінці Другої світової війни.
Після Другої світової війни постановою Ради Міністрів СРСР від 4 жовтня 1948 року організована Калінінградська науково-дослідна станція зеленого будівництва. Вона підпорядковувалася безпосередньо Академії комунального господарства ім. А. Д. Памфілова і працювала на правах науково-дослідного інституту.
1948 року були побудовані теплиці, відновлені оранжереї, проведена санітарна рубка, очищений ставок, оновлено планування. Був проведений опис та облік декоративного фонду саду, здійснена робота по визначенню назв рослин. У кінці 50-х відновили оранжерею.
Наказом Міністра комунального господарства РРФСР від 3 лютого 1956 станція була ліквідована. На її базі на підставі розпорядження Калінінградського облвиконкому від 14 лютого 1956 року було створено обласний розплідник зеленого господарства з підпорядкуванням відділу комунального господарства облвиконкому. Розплідник зеленого господарства був виробничим госпрозрахунковим господарством по вирощуванню деревно-чагарникових порід, а також квіткових культур, але не міг проводити науково-дослідницької роботи.
Перші тропічні і субтропічні рослини були привезені 1959 року з Головного ботанічного саду в Москві. Надалі колекція поповнювалася видами, вирощеними з насіння, отриманого з інших ботанічних садів, а також за рахунок живців і вкорінених рослин, подарованих квітникарями-любителями або привезених співробітниками саду з відряджень.
Ботанічний сад був створений на підставі рішення Калінінградського облвиконкому від 14 листопада 1957 року в зв'язку з реорганізацією обласного розплідника зеленого господарства з безпосереднім підпорядкуванням обласному відділу народної освіти. 1967 року сад був переданий Калінінградському державному університету.
Після реформування університету 30 грудня 2010 року ботанічний сад є науковим підрозділом кафедри біоекології і біорізноманіття Балтійського федерального університету імені Іммануїла Канта, навчальною базою для студентів факультетів біоекології та геоекології, а також педагогічного факультету університету та інших навчальних закладів міста.
Колекційний фонд Ботанічного саду налічує більше 2500 таксонів рослин (трав'янисті і деревні, відкритого грунту і оранжерейні). Колекція теплолюбних рослин розміщена в 6 оранжереях загальною площею близько 800 м². Експозиційних оранжерей чотири: тропічних і субтропічних рослин, пальм і сукулентів.
У червоні книги різного рангу (Росії, країн Балтії, області) занесені 39 видів деревних рослин, що ростуть в ботанічному саду.
Щорічно в саду проводяться понад 200 оглядових і тематичних екскурсій. Ботанічний сад підтримує ділові контакти з 200 садами різних країн світу.

## Галерея

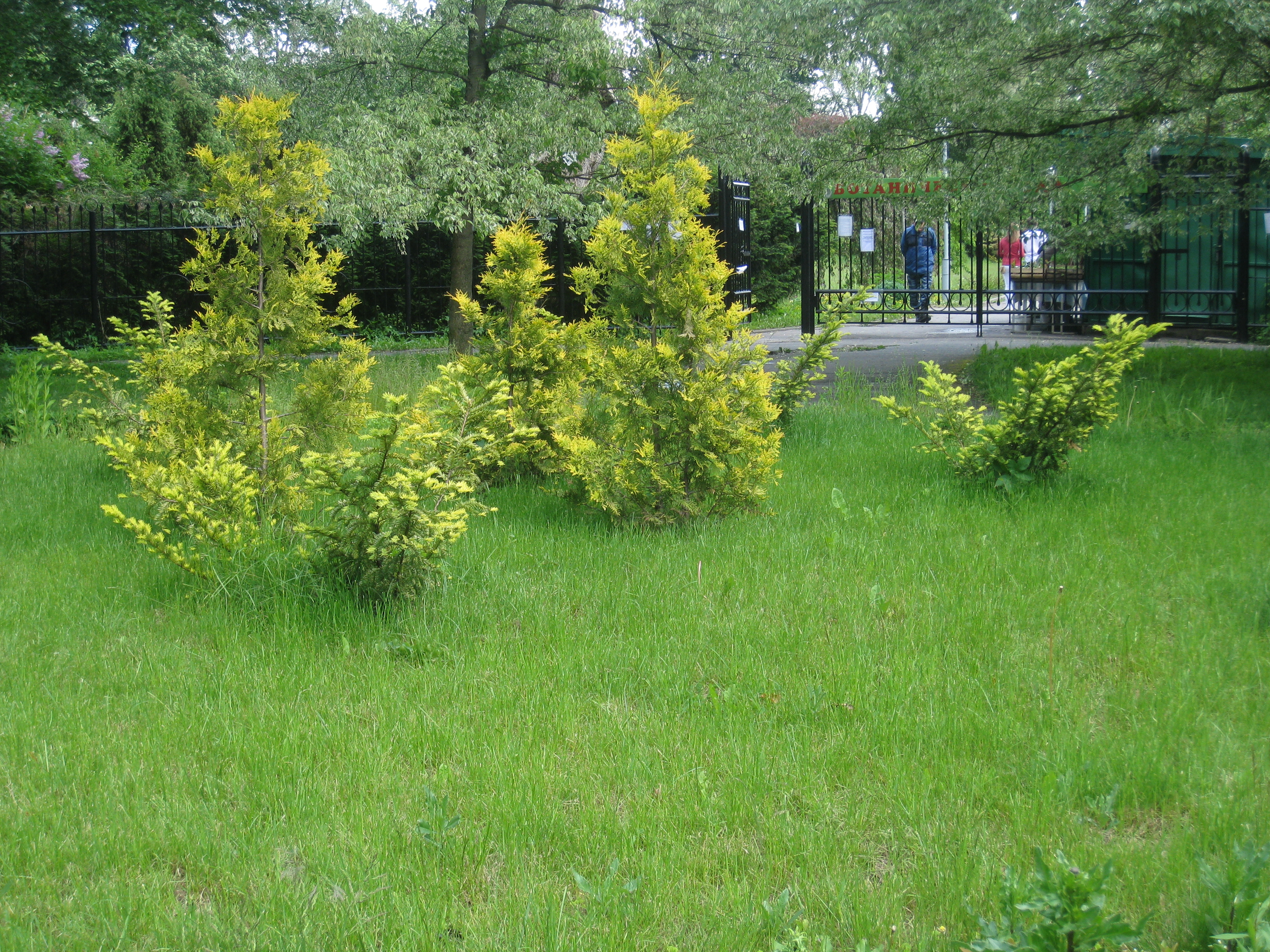
Центральний вхід
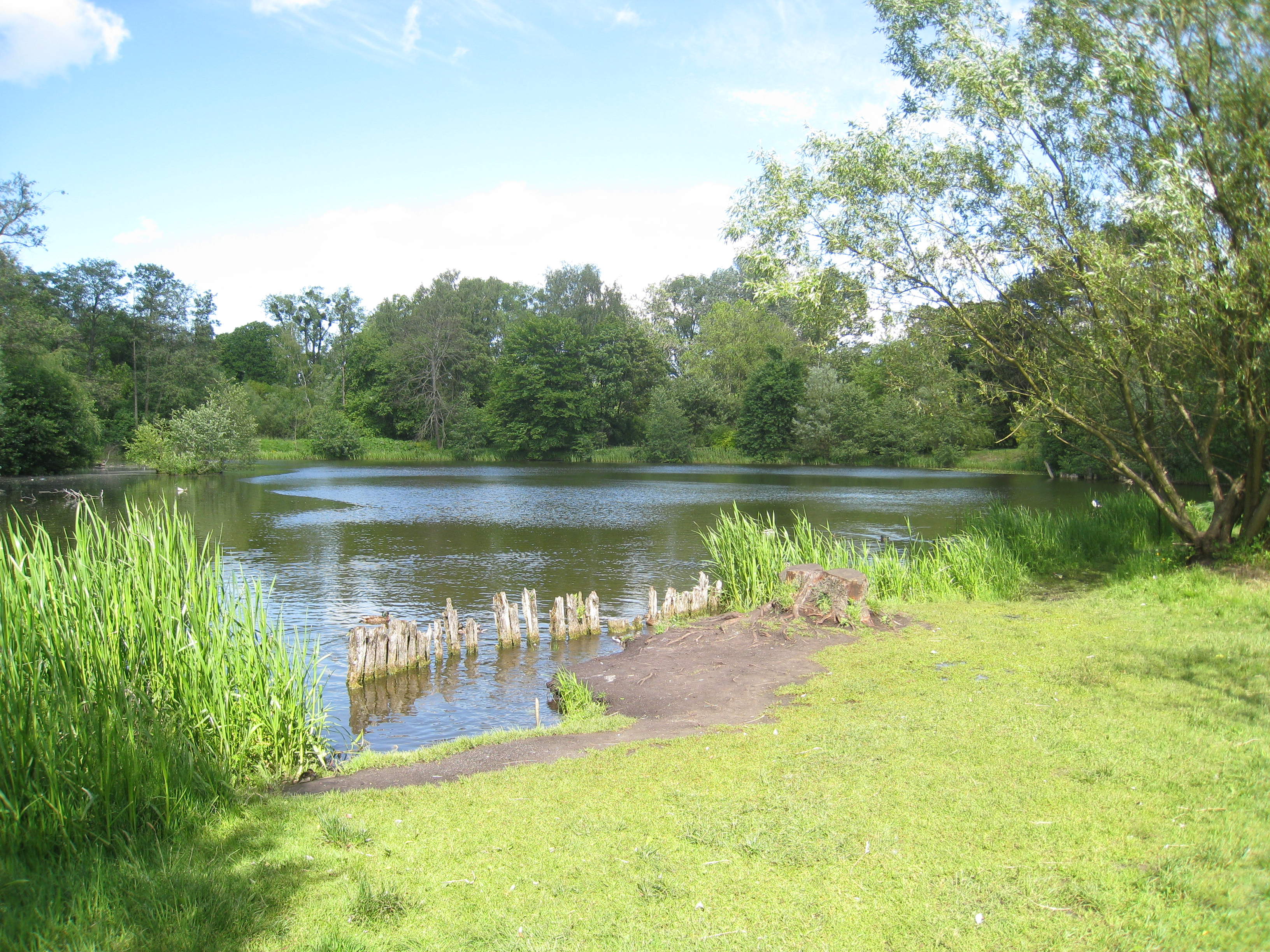
Ставок
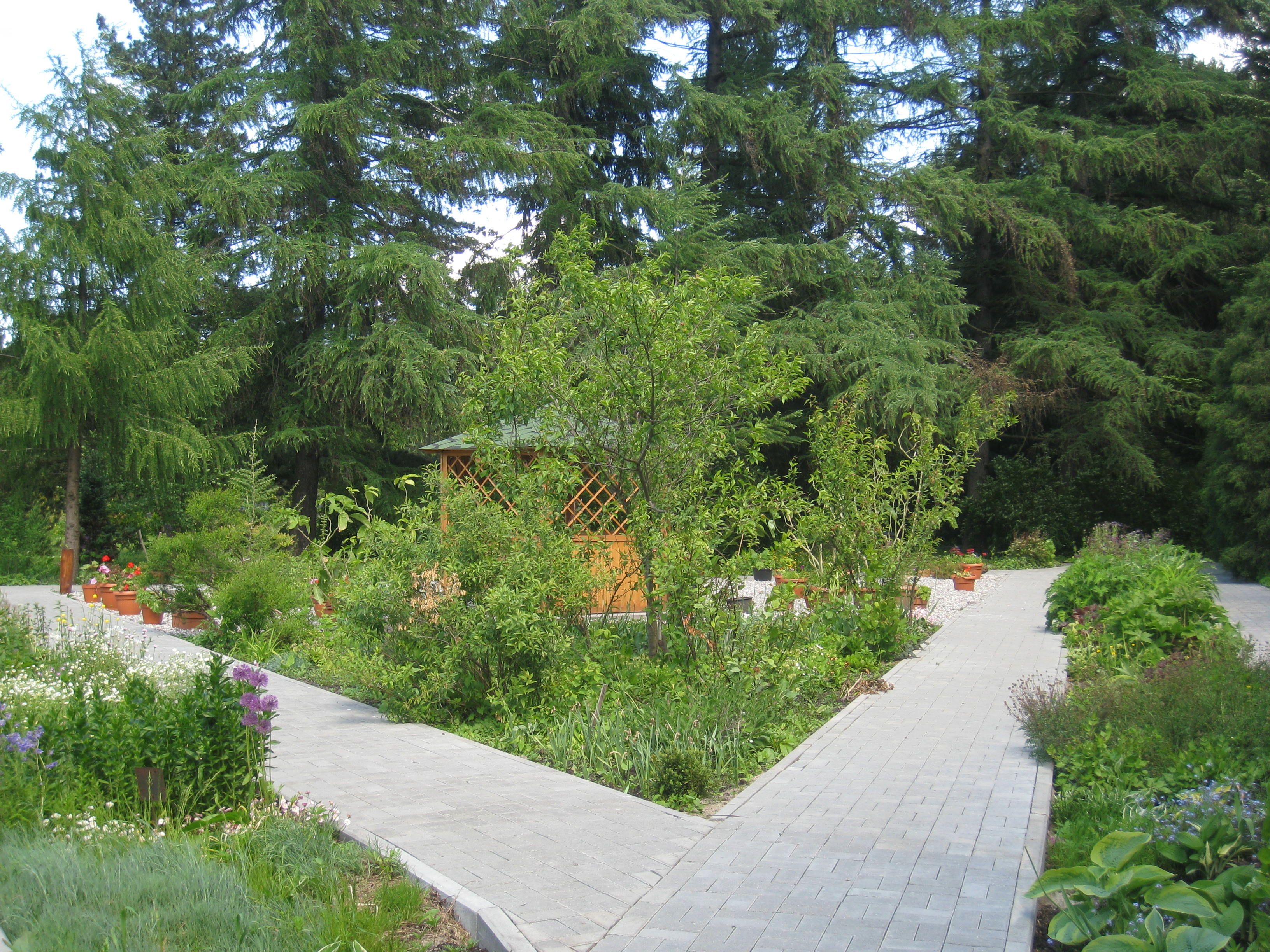
Доріжки ботанічного саду
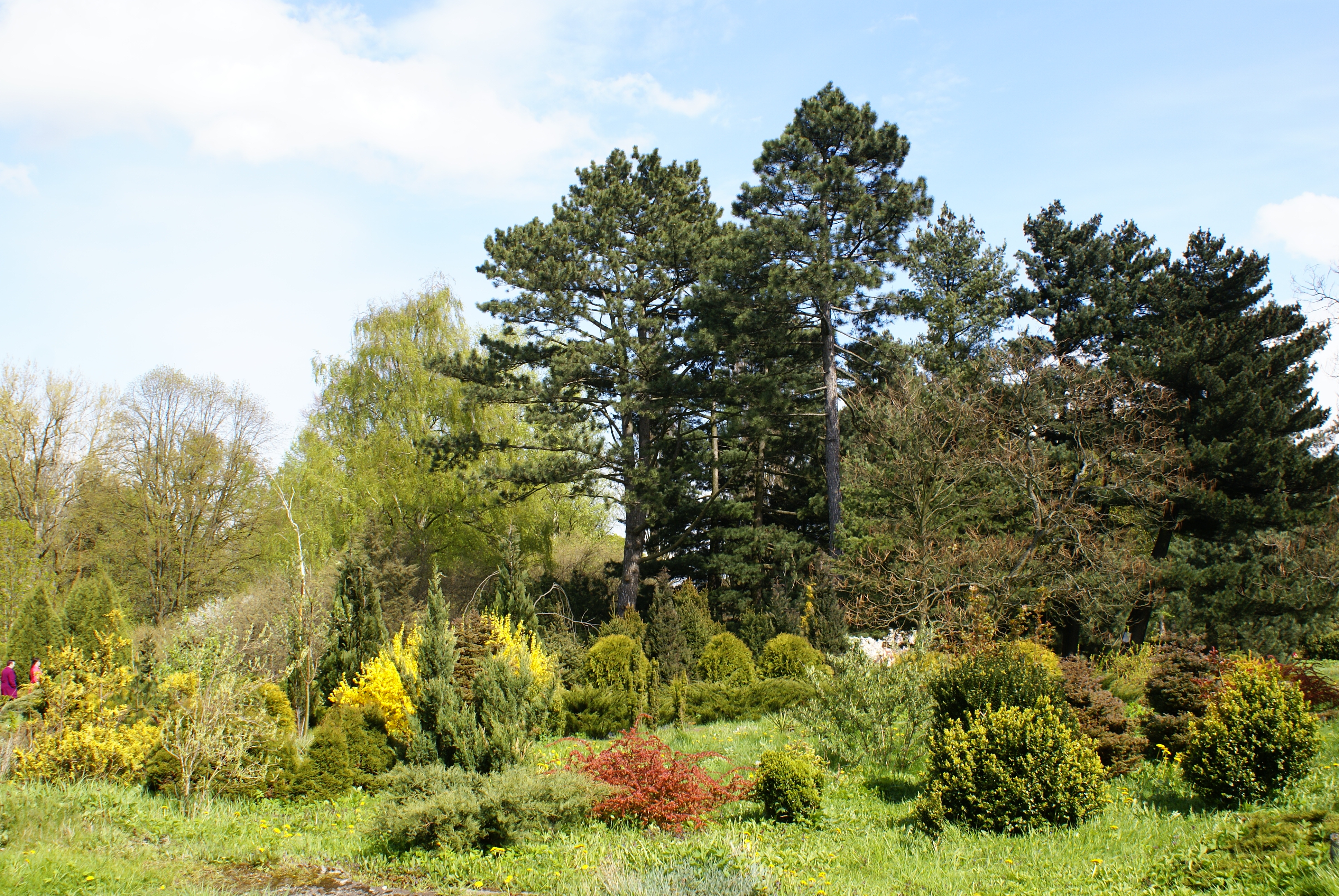
Вид з дворика оранжерей
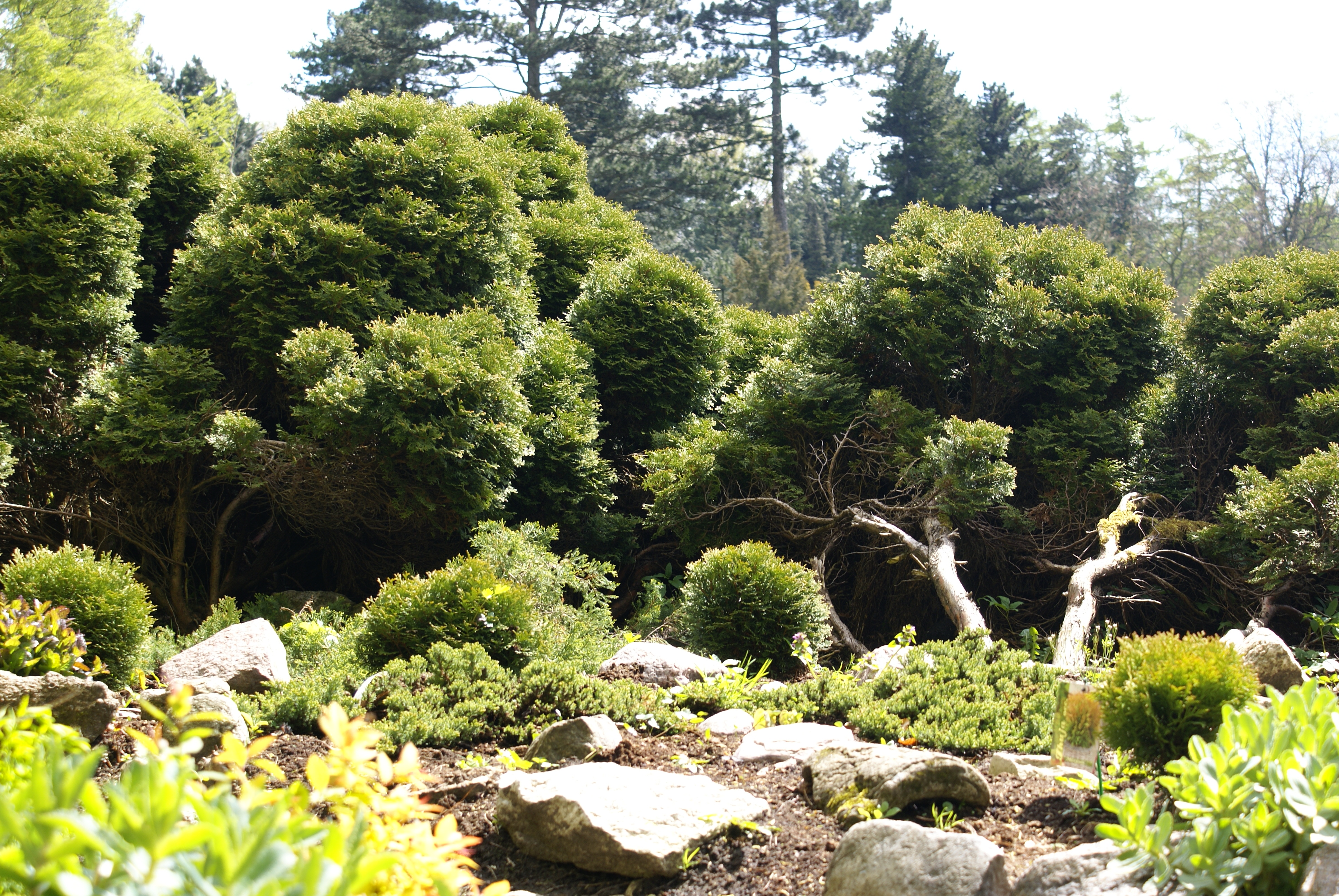
Альпійська гірка
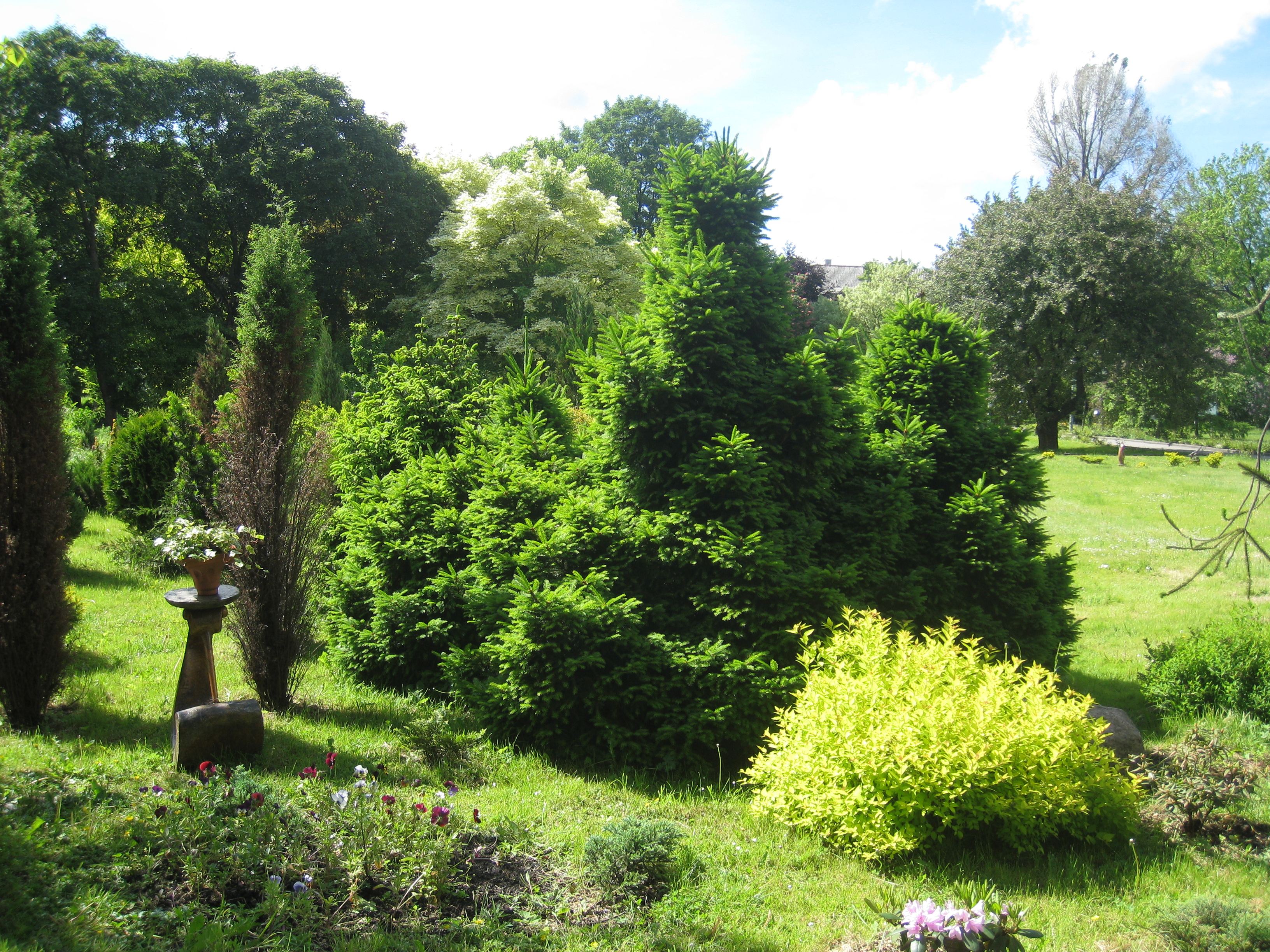
Хвойні
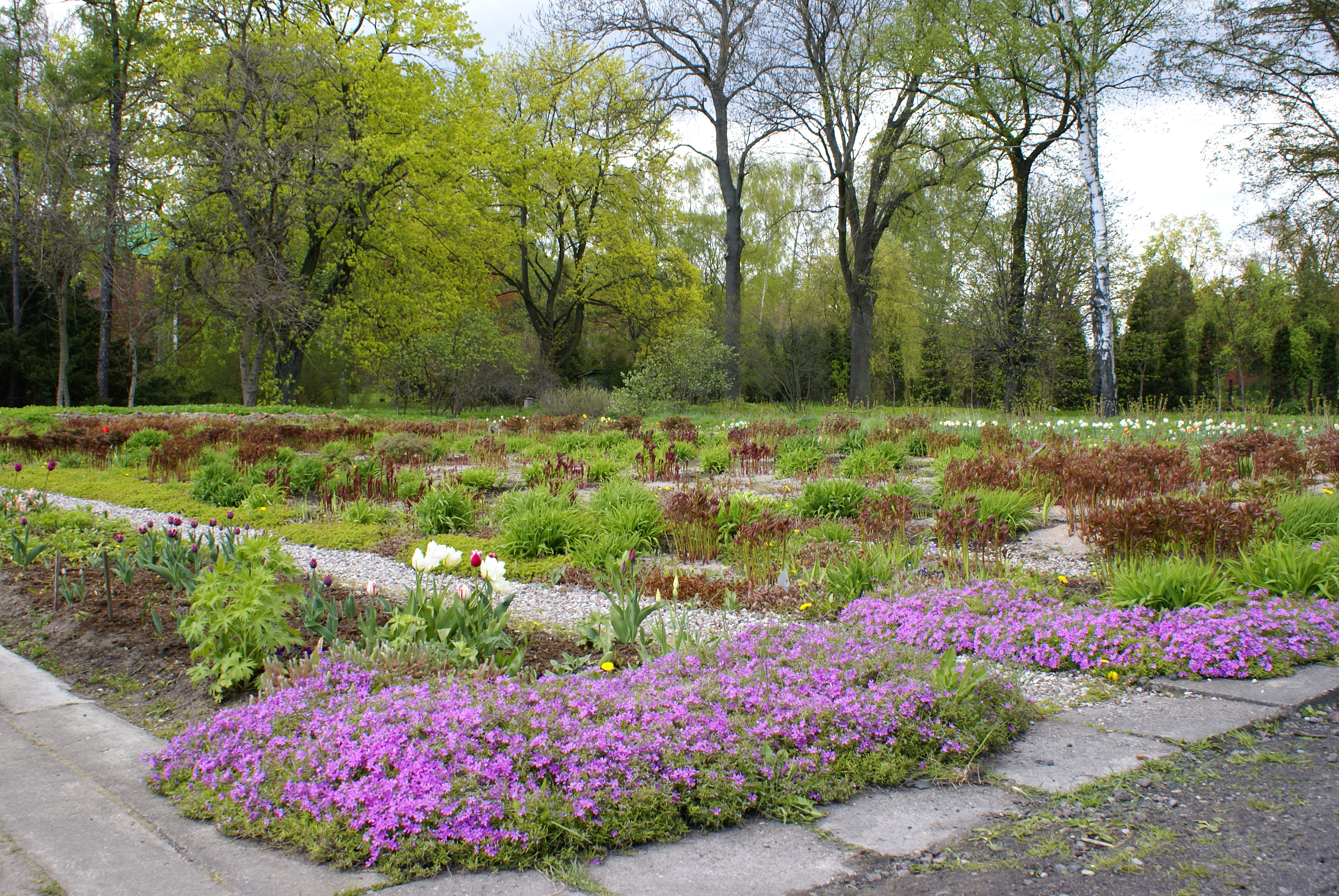
Насадження
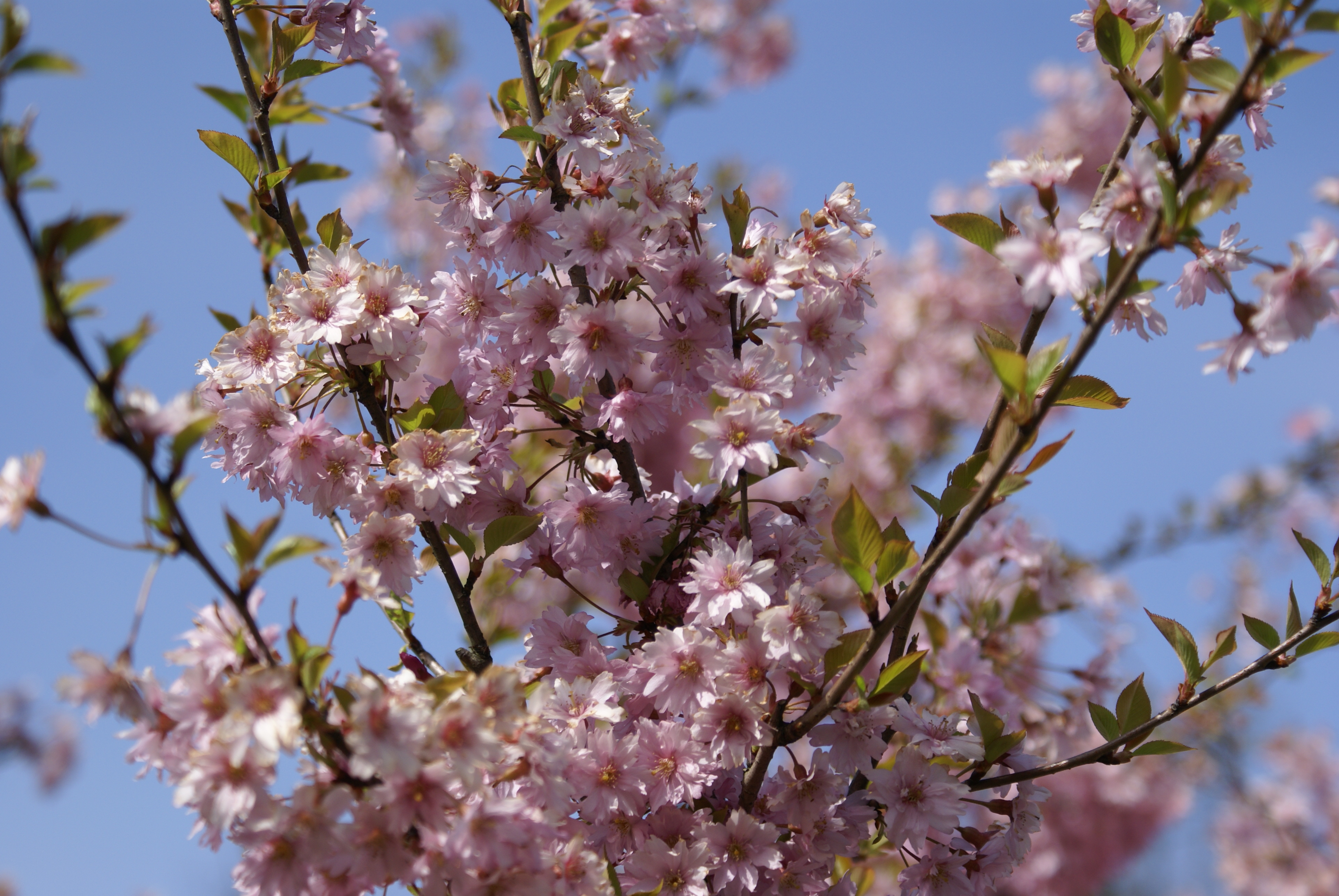
Квіти сакури Фукубана
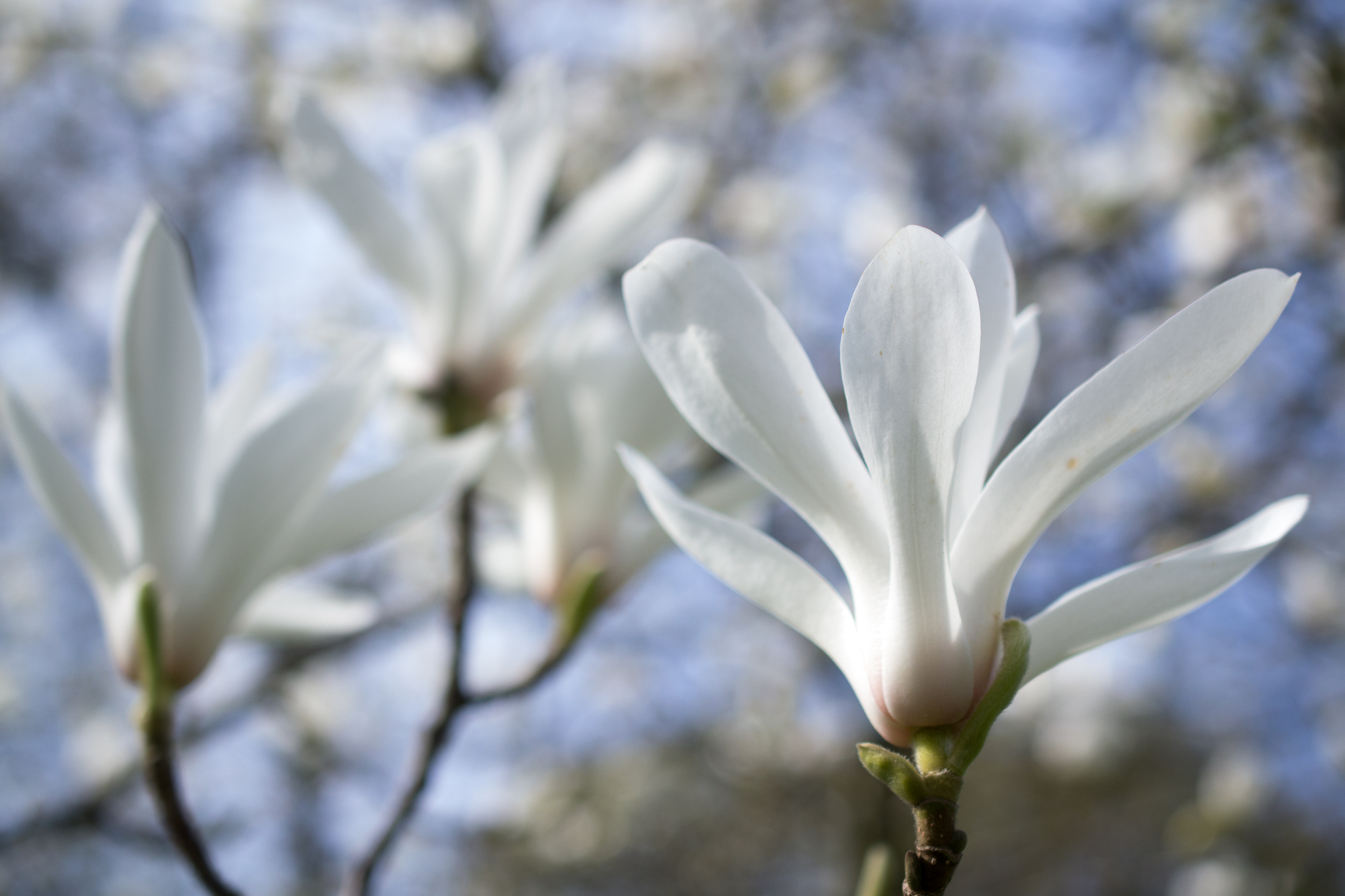
Магнолія
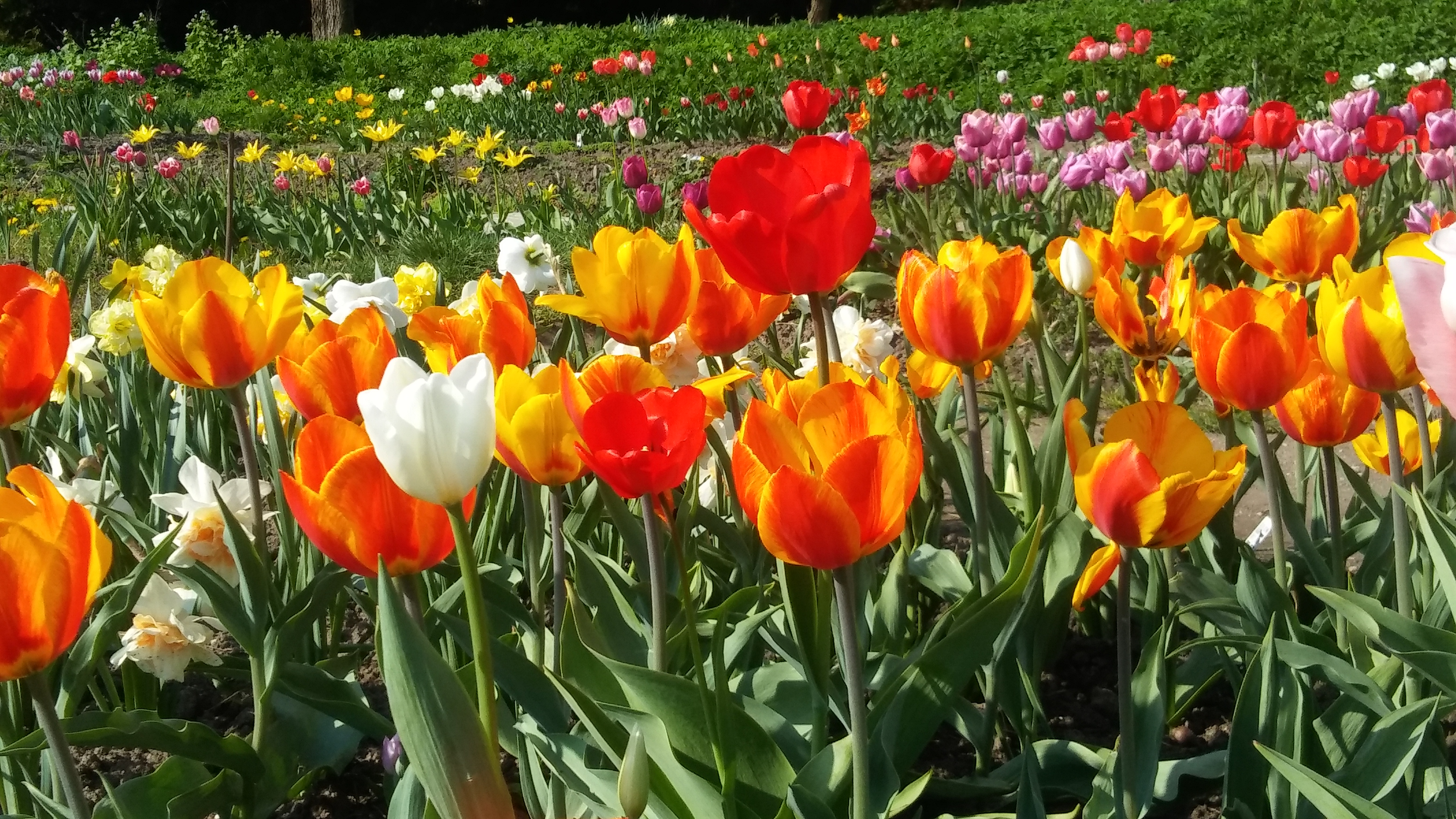
Тюльпани